# 루헹게리
루헹게리(Ruhengeri)는 르완다 북서부에 위치한 도시로, 행정 구역상으로는 북부 주에 속하며 인구는 71,511명(2002년 기준)이다. 비룽가 산맥 남쪽에 위치하며 부레라호와 루혼도호, 화산 국립공원과 접한다.
루헹게리는 응용과학연구소의 본고장이기도 하다.